# Équipe de Suisse de football à la Coupe du monde 2006

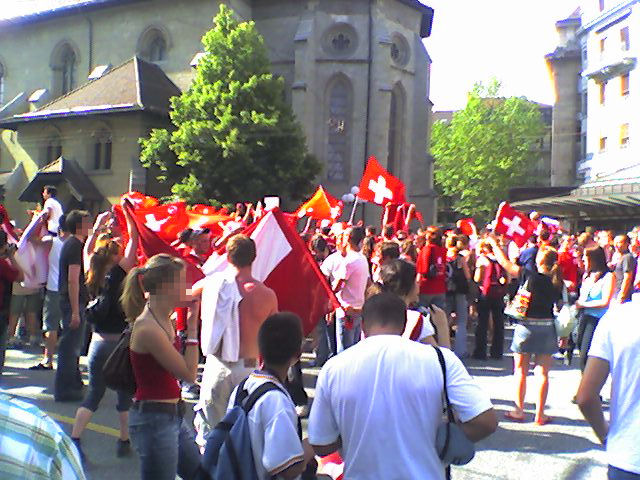
Foule de supporters de l'équipe suisse à Lausanne après le match victorieux contre le Togo

L'équipe de Suisse de football s'est qualifiée pour la Coupe du monde 2006 en Allemagne. Après le premier tour, qu'elle a franchi avec succès, elle affronte en huitième de finale l'Ukraine le 26 juin à 21 heures. Mais la Suisse est éliminée aux tirs au but à l'issue d'un match sans but (0-0 après 120 minutes). Les trois premiers tireurs suisses (Streller, Barnetta, Cabanas) échouent et l'Ukraine remporte la séance sur le score de 3-0.
Le Mondial 2006 se termine pour la Suisse avec des records, :
- elle est la première formation à avoir manqué tous les tirs au but effectués ;
- elle est la seule équipe du Mondial 2006 à ne pas avoir concédé le moindre but en cours de match.

## Qualifications

### Phase de groupes
| Rang | Équipe               | Pts | J  | G | N | P | Bp | Bc | Diff |  | Résultats (▼ dom., ► ext.) |     |     |     |     |     |     |
| ---- | -------------------- | --- | -- | - | - | - | -- | -- | ---- |  | -------------------------- | --- | --- | --- | --- | --- | --- |
| 1    | France               | 20  | 10 | 5 | 5 | 0 | 14 | 2  | +12  |  | France                     |     | 0-0 | 0-0 | 0-0 | 4-0 | 3-0 |
| 2    | Suisse               | 18  | 10 | 4 | 6 | 0 | 18 | 7  | +11  |  | Suisse                     | 1-1 |     | 1-1 | 1-1 | 1-0 | 6-0 |
| 3    | Israël               | 18  | 10 | 4 | 6 | 0 | 15 | 10 | +5   |  | Israël                     | 1-1 | 2-2 |     | 1-1 | 2-1 | 2-1 |
| 4    | République d'Irlande | 17  | 10 | 4 | 5 | 1 | 12 | 5  | +7   |  | République d'Irlande       | 0-1 | 0-0 | 2-2 |     | 3-0 | 2-0 |
| 5    | Chypre               | 4   | 10 | 1 | 1 | 8 | 8  | 20 | -12  |  | Chypre                     | 0-2 | 1-3 | 1-2 | 0-1 |     | 2-2 |
| 6    | Îles Féroé           | 1   | 10 | 0 | 1 | 9 | 4  | 27 | -23  |  | Îles Féroé                 | 0-2 | 1-3 | 0-2 | 0-2 | 0-3 |     |

### Barrage
| Match aller                                          | Suisse                     | 2 - 0   | Turquie | Stade du Wankdorf, Berne                      |                                               |
| 12 novembre 2005 · 20h45 · Historique des rencontres | Senderos 41e · Behrami 86e | (1 - 0) |         | Spectateurs : 31 130 Arbitrage : Ľuboš Micheľ | Spectateurs : 31 130 Arbitrage : Ľuboš Micheľ |
| 12 novembre 2005 · 20h45 · Historique des rencontres | Rapport                    |         |         | Spectateurs : 31 130 Arbitrage : Ľuboš Micheľ | Spectateurs : 31 130 Arbitrage : Ľuboš Micheľ |

| Match retour                                         | Turquie                                | 4 - 2   | Suisse                        | Stade Şükrü Saracoğlu, Istanbul                     |                                                     |
| 16 novembre 2005 · 20h15 · Historique des rencontres | Tuncay 22e 36e 89e · Necati 52e (pen.) | (2 - 1) | 2e (pen.) Frei · 84e Streller | Spectateurs : 42 000 Arbitrage : Frank De Bleeckere | Spectateurs : 42 000 Arbitrage : Frank De Bleeckere |
| 16 novembre 2005 · 20h15 · Historique des rencontres | Rapport                                |         |                               | Spectateurs : 42 000 Arbitrage : Frank De Bleeckere | Spectateurs : 42 000 Arbitrage : Frank De Bleeckere |

## Préparation
| 1er mars 2006                     | Écosse     | 1 - 3   | Suisse                                 | Hampden Park, Glasgow                       |                                             |
| 20h00 · Historique des rencontres | Miller 54e | (0 - 2) | 21e Barnetta · 41e Gygax · 69e Cabanas | Spectateurs : 20 952 Arbitrage : Bruno Coué | Spectateurs : 20 952 Arbitrage : Bruno Coué |
| 20h00 · Historique des rencontres | Rapport    |         |                                        | Spectateurs : 20 952 Arbitrage : Bruno Coué | Spectateurs : 20 952 Arbitrage : Bruno Coué |

| 27 mai 2006                       | Suisse       | 1 - 1   | Côte d'Ivoire | Parc Saint-Jacques, Bâle                       |                                                |
| 17h30 · Historique des rencontres | Barnetta 27e | (1 - 0) | 47e Faé       | Spectateurs : 22 000 Arbitrage : Mikko Vuorela | Spectateurs : 22 000 Arbitrage : Mikko Vuorela |
| 17h30 · Historique des rencontres | Rapport      |         |               | Spectateurs : 22 000 Arbitrage : Mikko Vuorela | Spectateurs : 22 000 Arbitrage : Mikko Vuorela |

| 31 mai 2006                       | Suisse    | 1 - 1   | Italie        | Stade de Genève, Genève                       |                                               |
| 20h45 · Historique des rencontres | Gygax 32e | (1 - 1) | 11e Gilardino | Spectateurs : 30 000 Arbitrage : Peter Sippel | Spectateurs : 30 000 Arbitrage : Peter Sippel |
| 20h45 · Historique des rencontres | Rapport   |         |               | Spectateurs : 30 000 Arbitrage : Peter Sippel | Spectateurs : 30 000 Arbitrage : Peter Sippel |

| 3 juin 2006                       | Suisse                                 | 4 - 1   | Chine   | Stade du Hardturm, Zurich                   |                                             |
| 17h30 · Historique des rencontres | Frei 40e 49e (pen.) · Streller 47e 73e | (1 - 0) | 77e Chu | Spectateurs : 16 000 Arbitrage : Ian Stokes | Spectateurs : 16 000 Arbitrage : Ian Stokes |
| 17h30 · Historique des rencontres | Rapport                                |         |         | Spectateurs : 16 000 Arbitrage : Ian Stokes | Spectateurs : 16 000 Arbitrage : Ian Stokes |

## Coupe du monde

### Maillot
Le maillot de l'équipe de Suisse est fourni par l'équipementier Puma.
| Couleurs | Rouge et blanc |
| Marque   | Puma           |
| Domicile | Extérieur      |

### Effectif
Le 15 mai 2006, le sélectionneur suisse, Köbi Kuhn, a annoncé une liste composée de vingt-trois joueurs pour le mondial. Hakan Yakın, dont la participation était incertaine, a finalement été écarté au profit de Xavier Margairaz. Kuhn a également fait confiance au jeune David Degen, le frère de Philipp Degen, qui n'a encore jamais joué de match avec la sélection nationale.
Le 22 mai 2006, l'attaquant Johan Vonlanthen se blesse à la cuisse gauche lors d'un test de vitesse à Macolin. Son indisponibilité estimée à un mois fait que Köbi Kuhn annonce le retour d'Hakan Yakın dans l'équipe pour les entraînements et le match préparatoire contre la Côte d'Ivoire.
| Numéro / Nom | Numéro / Nom               | Club                | Date de naissance | J. | Buts |   |   |   |
| --- | -------------------------- | ------------------- | ----------------- | -- | ---- | - | - | - |
| Gardiens de but |                            |                     |                   |    |      |   |   |   |
| 1 | Pascal Zuberbühler         | FC Bâle             | 08.01.1971        | 4  | 0    | 0 | 0 | 0 |
| 12 | Diego Benaglio             | CD Nacional         | 08.09.1983        | 0  | 0    | 0 | 0 | 0 |
| 21 | Fabio Coltorti             | Grasshopper Zürich  | 03.12.1980        | 0  | 0    | 0 | 0 | 0 |
| Défenseurs |                            |                     |                   |    |      |   |   |   |
| 2 | Johan Djourou              | Arsenal             | 18.01.1987        | 3  | 0    | 1 | 0 | 0 |
| 3 | Ludovic Magnin             | VfB Stuttgart       | 20.04.1979        | 3  | 0    | 1 | 0 | 0 |
| 4 | Philippe Senderos          | Arsenal             | 14.02.1985        | 3  | 1    | 1 | 0 | 0 |
| 13 | Stéphane Grichting         | AJ Auxerre          | 30.03.1979        | 1  | 0    | 0 | 0 | 0 |
| 17 | Christoph Spycher          | Eintracht Francfort | 30.03.1978        | 1  | 0    | 0 | 0 | 1 |
| 19 | Valon Behrami              | Lazio Rome          | 19.04.1985        | 1  | 0    | 0 | 0 | 0 |
| 20 | Patrick Müller             | Olympique lyonnais  | 17.12.1976        | 4  | 0    | 0 | 0 | 0 |
| 23 | Philipp Degen              | Borussia Dortmund   | 15.02.1983        | 4  | 0    | 1 | 0 | 0 |
| Milieux de terrain |                            |                     |                   |    |      |   |   |   |
| 5 | Xavier Margairaz           | FC Zurich           | 07.01.1984        | 2  | 0    | 0 | 0 | 0 |
| 6 | Johann Vogel               | Milan AC Cap.       | 08.03.1977        | 4  | 0    | 1 | 0 | 0 |
| 7 | Ricardo Cabanas            | FC Cologne          | 17.01.1979        | 4  | 0    | 1 | 0 | 0 |
| 8 | Raphaël Wicky              | Hambourg SV         | 26.04.1977        | 4  | 0    | 1 | 0 | 0 |
| 10 | Daniel Gygax               | Lille OSC           | 28.08.1981        | 2  | 0    | 0 | 0 | 0 |
| 15 | Blerim Dzemaili            | FC Zurich           | 12.04.1986        | 0  | 0    | 0 | 0 | 0 |
| 16 | Tranquillo Barnetta        | Bayer Leverkusen    | 22.05.1985        | 4  | 1    | 2 | 0 | 0 |
| Attaquants |                            |                     |                   |    |      |   |   |   |
| 9 | Alexander Frei             | Borussia Dortmund   | 15.07.1979        | 4  | 2    | 1 | 0 | 0 |
| 11 | Marco Streller             | FC Cologne          | 18.06.1981        | 3  | 0    | 1 | 0 | 0 |
| 14 | David Degen                | FC Bâle             | 15.02.1983        | 0  | 0    | 0 | 0 | 0 |
| 18 | Mauro Lustrinelli          | Sparta Prague       | 26.02.1976        | 1  | 0    | 0 | 0 | 0 |
| 22 | Hakan Yakın                | BSC Young Boys      | 22.02.1977        | 3  | 0    | 1 | 0 | 0 |
| Sélectionneur |                            |                     |                   |    |      |   |   |   |
| | Jakob Kuhn (dit Köbi Kuhn) |                     | 12.10.1943        |    |      |   |   |   |
| Réserve Joueurs qui n'ont pas participé au stage d'entraînement mais qui pouvaient faire office de remplaçants jusqu'au 12 juin |                            |                     |                   |    |      |   |   |   |
| G | Eldin Jakupovic            | Lokomotiv Moscou    | 02.10.1984        |    |      |   |   |   |
| D | Stephan Lichtsteiner       | Lille OSC           | 16.01.1984        |    |      |   |   |   |
| M | Pirmin Schwegler           | BSC Young Boys      | 09.03.1987        |    |      |   |   |   |
| M | Reto Ziegler               | Hambourg SV         | 16.01.1986        |    |      |   |   |   |
| Blessé Joueur initialement annoncé dans l'équipe nationale pour la coupe du monde mais remplacé avant le 13 juin                |                            |                     |                   |    |      |   |   |   |
| A | Johan Vonlanthen           | NAC Breda           | 01.02.1986        |    |      |   |   |   |

### Staff

#### Sélectionneur
- Köbi Kuhn

#### Entraîneurs assistants
- Michel Pont
- Éric Burgener : entraîneur des gardiens de but

### Premier tour
La France et la Suisse, les deux favorites annoncées du groupe, se rencontrent dès la première journée. Les deux équipes restent prudentes et disputent un match tactique, disputé sous une « chaleur accablante », qui se termine sur le score de 0 à 0. Toutefois, la Suisse bénéficie d’une erreur d’arbitrage puisqu’en cours de jeu un Suisse contre un tir français avec sa main décollée, dans la surface et qui plus est, sur sa ligne de but, une action qui aurait donc dû valoir un pénalty. Après son match nul initial contre la France, la Suisse dispute deux matchs solides contre le Togo et la Corée et obtient deux victoires qui lui assurent la première place du groupe et la qualification pour le prochain tour.
| Rang | Équipe       | Pts | J | G | N | P | Bp | Bc | Diff |
| ---- | ------------ | --- | - | - | - | - | -- | -- | ---- |
| 1    | Suisse       | 7   | 3 | 2 | 1 | 0 | 4  | 0  | +4   |
| 2    | France       | 5   | 3 | 1 | 2 | 0 | 3  | 1  | +2   |
| 3    | Corée du Sud | 4   | 3 | 1 | 1 | 1 | 3  | 4  | -1   |
| 4    | Togo         | 0   | 3 | 0 | 0 | 3 | 1  | 6  | -5   |

#### Suisse - France
Le 13 juin 2006, la Suisse affronte la France pour son premier match. L'équipe a plusieurs occasions de buts dont un tir sur le poteau à la suite d'une déviation de Frei (24e). Plusieurs joueurs suisses sont sanctionnés par un carton jaune (Magnin, Barnetta, Cabanas, Degen et Streller). Valentin Ivanov, dont l'arbitrage fut qualifié de « pointilleux » par Raymond Domenech, sélectionneur de l'équipe de France, laisse l'avantage à la Suisse lors d'une main de Patrick Muller près des buts de Zuberbühler. Le match est jugé par les commentateurs de la Télévision suisse romande de « moyen » avec deux équipes « crispées » par les enjeux, ne voulant pas perdre et se contentant d'un match nul.
| Match 13                                         | France    | 0 - 0 | Suisse | Gottlieb-Daimler-Stadion, Stuttgart              |                                                  |
| 13 juin 2006 · 18:00 · Historique des rencontres |           |       |        | Spectateurs : 53 000 Arbitrage : Valentin Ivanov | Spectateurs : 53 000 Arbitrage : Valentin Ivanov |
| 13 juin 2006 · 18:00 · Historique des rencontres | (Rapport) |       |        | Spectateurs : 53 000 Arbitrage : Valentin Ivanov | Spectateurs : 53 000 Arbitrage : Valentin Ivanov |

| FRANCE :         |    |                 |  |       |     |
|                  |    |                 |  |       |     |
| GB               | 16 | Fabien Barthez  |  |       |     |
| ArD              | 19 | Willy Sagnol    |  | 90+3e |     |
| ArC              | 15 | Lilian Thuram   |  |       |     |
| ArC              | 5  | William Gallas  |  |       |     |
| ArG              | 3  | Éric Abidal     |  | 64e   |     |
| MDf              | 4  | Patrick Vieira  |  |       |     |
| MDf              | 6  | Claude Makélélé |  |       |     |
| AiD              | 22 | Franck Ribéry   |  |       | 70e |
| MJ               | 10 | Zinédine Zidane |  | 72e   |     |
| AiG              | 11 | Sylvain Wiltord |  |       | 84e |
| AC               | 12 | Thierry Henry   |  |       |     |
| Remplacements :  |    |                 |  |       |     |
| AC               | 14 | Louis Saha      |  |       | 70e |
| MOf              | 8  | Vikash Dhorasoo |  |       | 84e |
| Sélectionneur :  |    |                 |  |       |     |
| Raymond Domenech |    |                 |  |       |     |

| SUISSE :        |    |                     |  |       |     |
|                 |    |                     |  |       |     |
| GB              | 1  | Pascal Zuberbühler  |  |       |     |
| ArD             | 23 | Philipp Degen       |  | 56e   |     |
| ArC             | 20 | Patrick Müller      |  |       | 75e |
| ArC             | 4  | Philippe Senderos   |  |       |     |
| ArG             | 3  | Ludovic Magnin      |  | 42e   |     |
| MDf             | 6  | Johann Vogel        |  |       |     |
| AiD             | 16 | Tranquillo Barnetta |  |       |     |
| AiG             | 8  | Raphaël Wicky       |  |       | 82e |
| MJ              | 7  | Ricardo Cabanas     |  | 72e   |     |
| AtD             | 9  | Alexander Frei      |  | 90+3e |     |
| AtG             | 11 | Marco Streller      |  | 45e   | 57e |
| Remplacements : |    |                     |  |       |     |
| AC              | 10 | Daniel Gygax        |  |       | 57e |
| MDf             | 2  | Johan Djourou       |  |       | 75e |
| MOf             | 5  | Xavier Margairaz    |  |       | 82e |
| Sélectionneur : |    |                     |  |       |     |
| Köbi Kuhn       |    |                     |  |       |     |

| Assistants : Nikolay Golubev Evgueni Volnin Quatrième arbitre : Kevin Stott Cinquième arbitre : Gregory Barkey Homme du Match : Claude Makélélé |

#### Suisse - Togo
Le 19 juin 2006, la Suisse affronte le Togo. Après 17 minutes, les Suisses parviennent à ouvrir le score grâce à Frei. Le Togo reprend ensuite les choses en main avec des remplacements et des attaques qui déroutent la défense helvétique. Le joueur togolais Thomas Dossevi s'offre une occasion de but à le 35e minute. Durant la deuxième période, Hakan Yakın tente à deux reprises des tirs qui passent non loin des buts de Kossi Agassa. Finalement, à la 88e minute, Tranquillo Barnetta inscrit le deuxième but suisse qui scelle définitivement les espoirs togolais. La Suisse, qui n'a encore concédé aucun but, profite du match nul de la France dans l'autre match pour prendre seule la tête du groupe à l'issue de la deuxième journée.
| Match 30                                         | Togo      | 0 - 2 | Suisse                  | FIFA WM Stadion Dortmund, Dortmund               |                                                  |
| 19 juin 2006 · 15:00 · Historique des rencontres |           |       | Frei 16e · Barnetta 88e | Spectateurs : 65 000 Arbitrage : Carlos Amarilla | Spectateurs : 65 000 Arbitrage : Carlos Amarilla |
| 19 juin 2006 · 15:00 · Historique des rencontres | (Rapport) |       |                         | Spectateurs : 65 000 Arbitrage : Carlos Amarilla | Spectateurs : 65 000 Arbitrage : Carlos Amarilla |

| TOGO:           |    |                     |  |     |     |
|                 |    |                     |  |     |     |
| GB              | 16 | Kossi Agassa        |  |     |     |
| ArD             | 5  | Massamesso Tchangaï |  |     |     |
| ArC             | 2  | Daré Nibombé        |  |     |     |
| ArC             | 13 | Richmond Forson     |  |     |     |
| ArG             | 23 | Assimiou Touré      |  |     |     |
| MDf             | 15 | Alaixys Romao       |  | 53e |     |
| AiD             | 9  | Thomas Dossevi      |  |     | 69e |
| MOf             | 10 | Mamam Cherif Touré  |  |     | 87e |
| AiG             | 8  | Kuami Agboh         |  |     | 25e |
| AtD             | 4  | Emmanuel Adebayor   |  | 47e |     |
| AtG             | 17 | Mohamed Kader       |  |     |     |
| Remplacements : |    |                     |  |     |     |
| AC              | 7  | Moustapha Salifou   |  | 45e | 25e |
| AC              | 18 | Yao Junior Sènaya   |  |     | 69e |
| AC              | 11 | Robert Malm         |  |     | 87e |
| Sélectionneur : |    |                     |  |     |     |
| Otto Pfister    |    |                     |  |     |     |

| SUISSE :        |    |                     |  |       |     |     |
|                 |    |                     |  |       |     |     |
| GB              | 1  | Pascal Zuberbühler  |  |       |     |     |
| ArD             | 23 | Philipp Degen       |  |       |     |     |
| ArC             | 20 | Patrick Müller      |  |       |     |     |
| ArC             | 4  | Philippe Senderos   |  |       |     |     |
| ArG             | 3  | Ludovic Magnin      |  |       |     |     |
| MDf             | 6  | Johann Vogel        |  | 90+2e |     |     |
| AiD             | 16 | Tranquillo Barnetta |  |       |     | 88e |
| AiG             | 8  | Raphaël Wicky       |  |       |     |     |
| MJ              | 7  | Ricardo Cabanas     |  |       | 77e |     |
| AtD             | 9  | Alexander Frei      |  |       | 87e | 16e |
| AtG             | 10 | Daniel Gygax        |  |       | 46e |     |
| Remplacements : |    |                     |  |       |     |     |
| MOf             | 22 | Hakan Yakın         |  |       | 46e |     |
| AC              | 11 | Marco Streller      |  |       | 77e |     |
| AC              | 18 | Mauro Lustrinelli   |  |       | 87e |     |
| Sélectionneur : |    |                     |  |       |     |     |
| Köbi Kuhn       |    |                     |  |       |     |     |

| Assistants : Amelio Andino Manuel Bernal Quatrième arbitre : Mohamed Guezzaz Cinquième arbitre : Brahim Djezzar Homme du Match : Alexander Frei |

#### Suisse - Corée du Sud
Le troisième match de l'équipe de Suisse contre la Corée du Sud est décisif pour la suite de la compétition, les Suisses devant éviter la défaite. Les Suisses dominent pendant le premier tiers de la première période et Senderos ouvre le score avec un but de la tête sur un coup franc de Yakın. Senderos, blessé au nez lors d'un contact avec un défenseur coréen, doit se faire soigner. Les Coréens réagissent ensuite avec des attaques et une présence constante dans le camp helvétique. La défense suisse est mise à mal mais résiste aux assauts coréens. Frei manque une récupération de la tête quelques secondes avant la pause. Quelques actions ponctuelles de Yakın et des coups de pied arrêtés mettent en danger le portier coréen. Durant la deuxième période, les joueurs asiatiques augmentent leur potentiel en attaque grâce à des changements, mais ne parviennent pas à concrétiser leurs actions proches des buts adverses. Senderos se blesse au bras et doit être remplacé. Finalement, Frei scelle le score de 2 à 0 en récupérant une balle déviée par un défenseur coréen et, en croisant son tir, parvient à marquer. Jusqu'à la fin, les joueurs coréens, avec leurs cinq attaquants, tentent de revenir dans la partie, mais Zuberbühler et sa défense déjouent les tentatives.
| Match 46                                         | Suisse                  | 2 - 0 | Corée du Sud | FIFA WM Stadion Hannover, Hanovre                 |                                                   |
| 23 juin 2006 · 21:00 · Historique des rencontres | Senderos 23e · Frei 77e |       |              | Spectateurs : 43 000 Arbitrage : Horacio Elizondo | Spectateurs : 43 000 Arbitrage : Horacio Elizondo |
| 23 juin 2006 · 21:00 · Historique des rencontres | (Rapport)               |       |              | Spectateurs : 43 000 Arbitrage : Horacio Elizondo | Spectateurs : 43 000 Arbitrage : Horacio Elizondo |

| SUISSE :        |    |                     |  |     |     |     |
|                 |    |                     |  |     |     |     |
| GB              | 1  | Pascal Zuberbühler  |  |     |     |     |
| ArD             | 23 | Philipp Degen       |  |     |     |     |
| ArC             | 20 | Patrick Müller      |  |     |     |     |
| ArC             | 4  | Philippe Senderos   |  | 43e | 53e | 23e |
| ArG             | 17 | Christoph Spycher   |  | 82e |     |     |
| MDf             | 6  | Johann Vogel        |  |     |     |     |
| AiD             | 16 | Tranquillo Barnetta |  |     |     |     |
| AiG             | 8  | Raphaël Wicky       |  | 69e | 88e |     |
| MOf             | 7  | Ricardo Cabanas     |  |     |     |     |
| MJ              | 22 | Hakan Yakın         |  | 55e | 71e |     |
| AC              | 9  | Alexander Frei      |  |     |     | 77e |
| Remplacements : |    |                     |  |     |     |     |
| MDf             | 2  | Johan Djourou       |  | 90e | 53e |     |
| MDf             | 5  | Xavier Margairaz    |  |     | 71e |     |
| MOf             | 19 | Valon Behrami       |  |     | 88e |     |
| Sélectionneur : |    |                     |  |     |     |     |
| Köbi Kuhn       |    |                     |  |     |     |     |

| CORÉE DU SUD :  |    |                |  |     |     |
|                 |    |                |  |     |     |
| GB              | 1  | Lee Woon-jae   |  |     |     |
| ArD             | 12 | Lee Young-pyo  |  |     | 63e |
| ArC             | 4  | Choi Jin-cheul |  | 78e |     |
| ArC             | 6  | Kim Jin-kyu    |  | 37e |     |
| ArG             | 3  | Kim Dong-jin   |  |     |     |
| AiD             | 17 | Lee Ho         |  |     |     |
| MDf             | 5  | Kim Nam-il     |  |     |     |
| AiG             | 10 | Park Chu-young |  | 23e | 66e |
| MOf             | 14 | Lee Chun-soo   |  | 80e |     |
| MOf             | 7  | Park Ji-sung   |  |     |     |
| AC              | 19 | Cho Jae-jin    |  |     |     |
| Remplacements : |    |                |  |     |     |
| AC              | 9  | Ahn Jung-hwan  |  | 78e | 63e |
| AC              | 11 | Seol Ki-hyeon  |  |     | 66e |
| Sélectionneur : |    |                |  |     |     |
| Dick Advocaat   |    |                |  |     |     |

| Assistants : Dario Garcia Rodolfo Otero Quatrième arbitre : Essam Abd El Fatah Cinquième arbitre : Dramane Dante Homme du Match : Alexander Frei |

### Huitième de finale

#### Suisse - Ukraine
À la 13e minute, un tir de Wicky menace les buts adverses. L'Ukraine s'offre une nette occasion de but avec une tête de Shevchenko qui atterrit sur la transversale à la 20e minute. Peu après, à la 23e minute, un coup franc tiré par Frei s'écrase sur un coin du but ukrainien. Les statistiques sont relativement équilibrées avec 55 % de possession de la balle pour les joueurs helvétiques. Après 90 minutes, où l'estimation de la performance des Suisses varient selon les commentaires, le score reste nul. Les avis du côté suisse vont dans la même direction : l'équipe est tendue, soumise à un « bras de fer » tout en étant « solidaire » .
La prolongation de 2 x 15 minutes ne permet pas de départager les deux équipes. Frei quitte le terrain quelques minutes avant la fin des 120 minutes — une décision critiquée par la suite, Frei étant un spécialiste des penalties — et c'est grâce aux tirs au but que l'Ukraine réussit à se qualifier. Les trois premiers tireurs helvétiques, Streller, Barnetta et Cabanas manquent successivement leur tir, alors que Milevskiy, Rebrov et Gusev font passer le score à 3 à 0. Seul le tir de Shevchenko est contré par Zuberbühler.
| Match 54                                         | Suisse                        | 0 - 0 a.p.        | Ukraine                                  | FIFA WM Stadion Cologne, Cologne                  |                                                   |
| 26 juin 2006 · 21:00 · Historique des rencontres |                               |                   |                                          | Spectateurs : 45 000 Arbitrage : Benito Archundia | Spectateurs : 45 000 Arbitrage : Benito Archundia |
| 26 juin 2006 · 21:00 · Historique des rencontres | (Rapport)                     |                   |                                          | Spectateurs : 45 000 Arbitrage : Benito Archundia | Spectateurs : 45 000 Arbitrage : Benito Archundia |
| 26 juin 2006 · 21:00 · Historique des rencontres | Streller · Barnetta · Cabanas | Tirs au but 0 - 3 | Shevchenko · Milevskyy · Rebrov · Husyev | Spectateurs : 45 000 Arbitrage : Benito Archundia | Spectateurs : 45 000 Arbitrage : Benito Archundia |

| SUISSE :        |    |                     |     |      |
|                 |    |                     |     |      |
| GB              | 1  | Pascal Zuberbühler  |     |      |
| ArD             | 23 | Philipp Degen       |     |      |
| ArC             | 20 | Patrick Müller      |     |      |
| ArC             | 2  | Johan Djourou       |     | 34e  |
| ArG             | 3  | Ludovic Magnin      |     |      |
| MDf             | 6  | Johann Vogel        |     |      |
| AiD             | 16 | Tranquillo Barnetta | 59e |      |
| AiG             | 8  | Raphaël Wicky       |     |      |
| MJ              | 7  | Ricardo Cabanas     |     |      |
| AtD             | 22 | Hakan Yakın         |     | 64e  |
| AtG             | 9  | Alexander Frei      |     | 117e |
| Remplacements : |    |                     |     |      |
| MDf             | 13 | Stéphane Grichting  |     | 34e  |
| AC              | 11 | Marco Streller      |     | 64e  |
| AC              | 18 | Mauro Lustrinelli   |     | 117e |
| Manager :       |    |                     |     |      |
| Köbi Kuhn       |    |                     |     |      |

| UKRAINE :       |    |                       |  |      |
|                 |    |                       |  |      |
| GB              | 1  | Oleksandr Shovkovskiy |  |      |
| ArD             | 9  | Oleh Husyev           |  |      |
| ArC             | 17 | Vladyslav Vashchuk    |  |      |
| ArG             | 2  | Andriy Nesmachny      |  |      |
| MDf             | 8  | Oleh Shelayev         |  |      |
| MDf             | 14 | Andriy Husin          |  |      |
| MDf             | 4  | Anatoliy Tymoshchuk   |  |      |
| AiD             | 16 | Andriy Vorobey        |  | 94e  |
| AiG             | 19 | Maksym Kalynychenko   |  | 75e  |
| AtD             | 10 | Andriy Voronin        |  | 111e |
| AtG             | 7  | Andriy Chevtchenko    |  |      |
| Remplacements : |    |                       |  |      |
| MOf             | 21 | Rouslan Rotan         |  | 75e  |
| AC              | 11 | Serhiy Rebrov         |  | 94e  |
| AC              | 15 | Artem Milevskyy       |  | 111e |
| Manager :       |    |                       |  |      |
| Oleg Blokhine   |    |                       |  |      |

| Assistants : José Ramírez Héctor Vergara Quatrième arbitre : Jérôme Damon Cinquième arbitre : Justice Yeboah Homme du Match : Oleksandr Shovkovskiy |

### Statistiques
| Rang | Nom                 | Club             | Nombre de Buts | Nombre de Passes | Nombre de Matchs |
| ---- | ------------------- | ---------------- | -------------- | ---------------- | ---------------- |
| 1    | Alexander Frei      | Stade rennais    | 2              | 0                | 3                |
| 2    | Tranquillo Barnetta | Bayer Leverkusen | 1              | 1                | 3                |
| 3    | Philippe Senderos   | Arsenal          | 1              | 0                | 3                |
| 4    | Mauro Lustrinelli   | Sparta Prague    | 0              | 1                | 1                |
| 5    | Xavier Margairaz    | FC Zurich        | 0              | 1                | 2                |
|      | Hakan Yakın         | BSC Young Boys   | 0              | 1                | 2                |